# Tateomys
Tateomys (Musser, 1969) è un genere di Roditori della famiglia dei Muridi.

## Descrizione

### Dimensioni
Al genere Tateomys appartengono roditori di medie dimensioni, con lunghezza della testa e del corpo tra 137 e 156 mm, la lunghezza della coda tra 152 e 175 mm e un peso fino a 98 g.

### Caratteristiche craniche e dentarie
Il cranio è allungato e delicato. Il rostro è lungo e sottile. Le ossa nasali e pre-mascellari si estendono oltre la linea degli incisivi superiori. La zona inter-orbitale è ampia e rigonfia. La scatola cranica è schiacciata e arrotondata. La bolla timpanica è piccola. 
Sono caratterizzati dalla seguente formula dentaria:

### Aspetto
La pelliccia è densa, corta e vellutata. Il muso è allungato, gli occhi e le orecchie sono piccoli. Le zampe anteriori sono robuste, larghe e corte. Le dita sono munite di artigli lunghi, curvati e di forma cilindrica. I piedi sono lunghi e stretti, anch'essi muniti di lunghi artigli. La coda è tozza e leggermente più lunga della testa e del corpo. Ci sono 16-17 anelli di scaglie per centimetro. Le femmine hanno 2 paia di mammelle inguinali.

## Distribuzione
Questo genere è endemico dell'Isola di Sulawesi.

## Tassonomia
Il genere comprende 2 specie.
- Tateomys rhinogradoides
- Tateomys macrocercus